# Renault Trucks D
Renault Trucks D este o gamă de camioane pentru transport mediu de distribuție, comercializate de producătorul francez de camioane Renault Trucks. A fost lansat în 2013 pentru a înlocui modelele Midlum, Premium Distribution și Access.